# 松本龍憲
松本 龍憲（まつもと りゅうけん、1999年2月27日 - ）は、山口県山口市出身の元プロ野球選手（内野手）。右投左打。NPBでは育成選手であった。

## 経歴

### プロ入り前
山口市立小郡中学校在学中、 「山口東リトルシニア」に所属。
高校は広島県広島市の崇徳高等学校に進学。1年生の夏の選手権から8番・遊撃手で出場する。甲子園出場経験はないが、3年生の2016年6月6日に行われた春季中国大会決勝では、早鞆高等学校を5対0で破り大会優勝を果たした。第98回全国高等学校野球選手権大会の広島県大会において、3番・遊撃手で出場。7月24日に行われた準決勝で、堀瑞輝擁する広島新庄高等学校と対戦し、1安打を挙げたが、4対1で敗退する。
2016年10月20日に行われたプロ野球ドラフト会議にて、福岡ソフトバンクホークスから育成選手六巡目指名され、同年11月3日、広島市内で入団交渉を行い、支度金300万円、年俸300万円(金額は推定)で契約合意に達し、同月22日に福岡市内のホテルで入団発表会見が行われた。
背番号は142。

### プロ入り後
2017年は、二軍公式戦の出場機会は得られなかったが、三軍戦において、53試合に出場し、打率.268、1本塁打、13打点、10盗塁の成績を残した。
2018年は、三軍戦において75試合に出場し、打率.251、3本塁打、22打点の成績を残したが、10月29日に球団より来季の契約を結ばないことを通告された。10月31日、自由契約公示。
2019年は、独立リーグ・ルートインBCリーグの福島レッドホープスでプレー。
12月17日に退団が発表され同時に現役引退を発表した。現役引退後は渡米している。

## 選手としての特徴・人物
攻守においてバランスの良い好選手。肩と脚力を武器に更なる成長を期待。

## 詳細情報

### 年度別打撃成績
- 一軍公式戦出場なし

### 独立リーグでの打撃成績
| 年 度     | 球 団     | 試 合 | 打 数 | 得 点 | 安 打 | 二 塁 打 | 三 塁 打 | 本 塁 打 | 塁 打 | 打 点 | 三 振 | 四 球 | 死 球 | 犠 打 | 犠 飛 | 盗 塁 | 失 策 | 併 殺 打 | 打 率 | 出 塁 率 | 長 打 率 | O P S |
| --------- | --------- | ----- | ----- | ----- | ----- | -------- | -------- | -------- | ----- | ----- | ----- | ----- | ----- | ----- | ----- | ----- | ----- | -------- | ----- | -------- | -------- | ----- |
| 2019      | 福島      | 64    | 235   | 45    | 68    | 5        | 9        | 1        | 94    | 27    | 39    | 28    | 0     | 9     | 5     | 10    | 8     | 4        | .289  | .358     | .400     | .758  |
| 通算：1年 | 通算：1年 | 64    | 235   | 45    | 68    | 5        | 9        | 1        | 94    | 27    | 39    | 28    | 0     | 9     | 5     | 10    | 8     | 4        | .289  | .358     | .400     | .758  |

- 各年度の太字はリーグ最高

### 背番号
- 142 （2017年 - 2018年）
- 8 （2019年）